# Раже
Раже (Batoidea) су рушљорибе, рибе са хрскавичавим скелетом, које се одликују јако спљоштеним телом у леђно-трбушном правцу и проширеним грудним перајима која леже сасвим са страна тела чиме доприносе да тело изгледа још шире. 

## Опис
Имају облик листа или плоче у облику ромба па се често популарно називају морски листови. Крећу се таласастим покретима грудних пераја и слабо су покретне тако да већи део времена проводе заривене у песак на морском дну. Реп им је јако сужен тако да код већине врста личи на бич, а леђно пераје је постављено сасвим уназад.
Горња површина тела је тамније пигментисана и прилагођена боји околине, док је доња страна светлија јер не садржи пигменте. На горњој, леђној страни налазе се очи и спиракулум, а на трбушној су усни отвор, носни отвори и шкржни прорези.
Неке врсте ража на леђима или на репу имају отровну бодљу која служи за одбрану. Друге врсте поседују електрични орган који може изазвати прилично снажан електрични удар на евентуалног нападача. Могу да полажу јаја, која су заштићена чврстом љуском или да рађају живе младунце (вивипарност).

## Анатомија
Батоиди су равног тела и, као ајкула, су хрскавичне рибе, што значи да имају скелет без костију направљен од жилаве, еластичне хрскавице. Већина батоида има пет отвора на телу налик на трбушне прорезе који се називају шкржни прорези који воде од шкрга, али Hexatrygonidae имају шест. Батоидни шкржни прорези леже испод прсних пераја са доње стране, док се код ајкуле налазе на бочним странама главе. Већина батоида има равно тело налик на диск, са изузетком гитарача и тестерача, док већа ајкула има тело у облику вретена. Многе врсте батоида развиле су своја прсна пераја у широке равне додатке налик крилима. Анална пераја је одсутна. Очи и одушци се налазе на врху главе. Батоиди имају вентрално лоцирана уста и могу значајно да избаце своју горњу вилицу (палатоквадратна хрскавица) даље од лобање да би ухватили плен. Чељусти имају суспензију еухиостиличног типа, која се у потпуности ослања на хиомандибуларне хрскавице за подршку. Батоиди који живе на дну дишу тако што воду уноси кроз дисајне издушке, а не кроз уста, као што то већа риба чини, и избацују је напоље кроз шкрге.

## Репродукција
Батоиди се размножавају на више начина. Као што је карактеристично за еласмобранче, батоиди пролазе кроз унутрашњу оплодњу. Унутрашња оплодња је корисна за батоиде јер чува сперму, не излаже јаја грабљивцима и обезбеђује да се сва енергија укључена у репродукцију задржи и не изгуби у животној средини. Све раје и неке раже су овипарне (полажу јаја), док су друге раже ововивипарне, што значи да рађају младе које се развијају у материци, али без учешћа постељице.
Јаја овипарних раја се полажу у кожне преграде за јаја које су опште познате као сиренске торбице и које често након пражњења завршавају на плажама у областима где су раје уобичајене.
Превремени порођај и абортус изазван хватањем (који се заједнички називају порођај изазван хватањем) често се јављају код ајкула и ража када се упецају. Рађање изазвано хватањем ретко се разматра у управљању рибарством иако се показало да се јавља код најмање 12% живородних ајкула и ража (88 врста до данас).

## Еволуција
Батоиди припадају древној лози хрскавичних риба. Фосилне дентикуле (с љуспицама на кожи налик зубима) који личе на оне данашњих хондрихтија датирају барем још из ордовиција, а најстарији недвосмислени фосили хрскавичних риба датирају из средњег девона. Клада унутар ове разнолике породице, Neoselachii, настала је у тријасу, са најбоље схваћеним неоселахијским фосилима који датирају на еру јуре. Најстарији потврђена ража је Antiquaobatis, из плинсбаха у Немачкој. Кладу данас представљају ајкуле, тестераче, раже и раје.

## Класификација
Надред ража обухвата породице од којих су најзначајније: дрхтуље (Torpedinidae), праве раже (Rajidae), жутуље (Dasyatidae), и морски голубови (Myliobatidae)ч
Класификација батоида је тренутно у ревизији; међутим, молекуларни докази побијају хипотезу да су раје и раже изведене од ајкула. Нелсонова књига Рибе света из 2006. препознаје четири реда. Мезозојске Sclerorhynchoidea су базални или incertae sedis; оне показују карактеристике Rajiformes, али имају њушке које подсећају на њушке тестерача. Међутим, докази указују на то да су оне вероватно сестринска група тестерача. Филогенетско дрво Batoidea:
|  |                                     |
|  |                                     |
|  | \| \| \| \| \| \| \| \| \| \| \| \| |
|  |                                     |
|  |                                     |
|  |                                     |
|  |                                     |
|  |                                     |

|  |  |
|  |  |
|  |  |
|  |  |

|  |                                     |
|  |                                     |
|  | \| \| \| \| \| \| \| \| \| \| \| \| |
|  |                                     |
|  |                                     |
|  |                                     |
|  |                                     |
|  |                                     |

|  |  |
|  |  |
|  |  |
|  |  |

|  |                                     |
|  |                                     |
|  | \| \| \| \| \| \| \| \| \| \| \| \| |
|  |                                     |
|  |                                     |
|  |                                     |
|  |                                     |
|  |                                     |

|  |  |
|  |  |
|  |  |
|  |  |

|  |                                     |
|  |                                     |
|  | \| \| \| \| \| \| \| \| \| \| \| \| |
|  |                                     |
|  |                                     |
|  |                                     |
|  |                                     |
|  |                                     |

|  |  |
|  |  |
|  |  |
|  |  |

|  |                                     |
|  |                                     |
|  | \| \| \| \| \| \| \| \| \| \| \| \| |
|  |                                     |
|  |                                     |
|  |                                     |
|  |                                     |
|  |                                     |

|  |  |
|  |  |
|  |  |
|  |  |

|  |                                     |
|  |                                     |
|  | \| \| \| \| \| \| \| \| \| \| \| \| |
|  |                                     |
|  |                                     |
|  |                                     |
|  |                                     |
|  |                                     |

|  |  |
|  |  |
|  |  |
|  |  |

|  |                                     |
|  |                                     |
|  | \| \| \| \| \| \| \| \| \| \| \| \| |
|  |                                     |
|  |                                     |
|  |                                     |
|  |                                     |
|  |                                     |

|  |  |
|  |  |
|  |  |
|  |  |

|  |                                     |
|  |                                     |
|  | \| \| \| \| \| \| \| \| \| \| \| \| |
|  |                                     |
|  |                                     |
|  |                                     |
|  |                                     |
|  |                                     |

|  |  |
|  |  |
|  |  |
|  |  |

| Ред               | Слика | Уобичајено име  | Фамилија | Род | Врста | Врста | Врста | Врста | Коментар |
| Ред               | Слика | Уобичајено име  | Фамилија | Род | Тотал |       |       |       | Коментар |
| ----------------- | ----- | --------------- | -------- | --- | ----- | ----- | ----- | ----- | --- |
|                   |       | и сродници      | 10       | 29  | 223   | 1     | 16    | 33    | [ а ] [ 14 ] |
| Rajiformes        |       | Раје и сродници | 5        | 36  | 270   | 4     | 12    | 26    | Rajiformes укључују праве раже, гитарниковке и клинасте рибе. Одликује их присуство веома увећаних прсних пераја, које сежу напред до бокова главе, са углавном спљоштеним телом. Дијагностика таласастог кретања прсних пераја за овај таксону је позната као ражиформна локомоција. Очи и дишци налазе се на горњој површини тела, а шкржни прорези на доњој страни. Имају спљоштене, гњечене зубе и углавном су месождери. Већина врста рађа живе младе, иако неке полажу јаја у заштитну капсулу или у сиренску торбицу |
| Torpediniformes   |       | Електричне раже | 4        | 12  | 69    | 2     |       | 9     | [ б ] [ 15 ] |
| Rhinopristiformes |       | и сродници      | 1        | 2   | 5-7   | 3-5   | 2     |       | [ в ] [ 16 ] |

Ред Torpediniformes
- Фамилија Hypnidae
- Фамилија Narcinidae
- Фамилија Narkidae
- Фамилија Torpedinidae

Ред Rhinopristiformes
- Фамилија Glaucostegidae
- Фамилија Platyrhinidae*
- Фамилија Pristidae
- Фамилија Rhinidae
- Фамилија Rhinobatidae
- Фамилија Trygonorrhinidae
- Фамилија Zanobatidae*

* положај ових породица је неизвестан
Ред Rajiformes
- Фамилија Anacanthobatidae
- Фамилија Arhynchobatidae
- Фамилија Gurgesiellidae
- Фамилија Rajidae

Ред Myliobatiformes
- Фамилија Aetobatidae
- Фамилија Dasyatidae
- Фамилија Gymnuridae
- Фамилија Hexatrygonidae
- Фамилија Myliobatidae
- Фамилија Plesiobatidae
- Фамилија Potamotrygonidae
- Фамилија Rhinopteridae
- Фамилија Urolophidae
- Фамилија Urotrygonidae